# Peltodytes oppositus
Peltodytes oppositus är en skalbaggsart som beskrevs av Roberts 1913. Peltodytes oppositus ingår i släktet Peltodytes och familjen vattentrampare. Inga underarter finns listade i Catalogue of Life.